# Береговая (Байкаловский район)
Береговая — деревня в Байкаловском районе Свердловской области. Входит в состав Краснополянского сельского поселения. Управляется Шадринской сельской администрацией.

## География
Населённый пункт расположен на левом берегу реки Шавушка напротив устья реки Мартемьянка в 26 километрах на северо-запад от села Байкалово — административного центра района.

### Часовой пояс
Береговая, как и вся Свердловская область, находится в часовой зоне МСК+2. Смещение применяемого времени относительно UTC составляет +5:00.

## Население
| 2002 | 2010 | 2021 |
| ---- | ---- | ---- |
| 46   | ↗54  | ↘48  |

## Инфраструктура

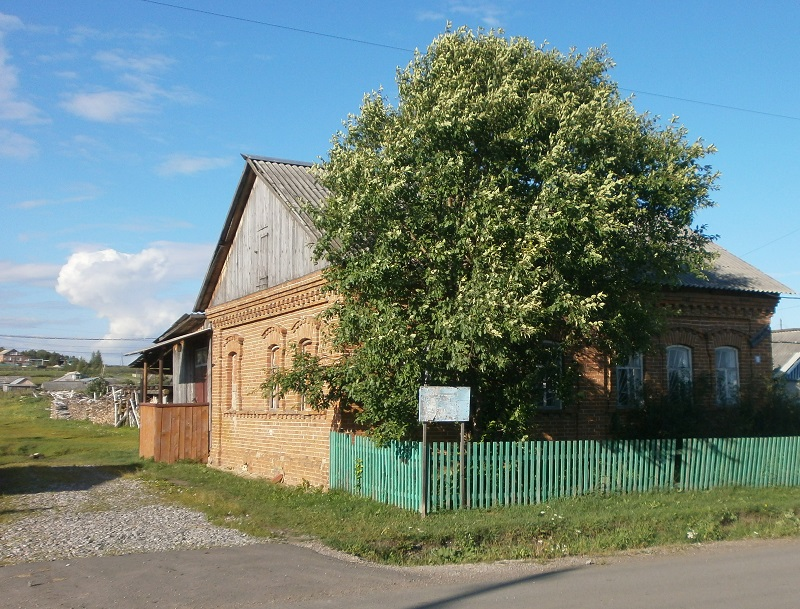
Ветеринарный участок-ч1

В деревне числится всего одна улица (Набережная), также имеется ветеринарный участок, обеспечивающий нужды всех близлежащих деревень.